# Ismael Vicuña Subercaseaux
Ismael Vicuña Subercaseaux (Santiago de Chile, 1877 - 1933) fue un político chileno.

## Primeros años de vida
Sus padres fueron Claudio Vicuña Guerrero y Lucía Subercaseaux Vicuña. Educado en París, en el Colegio de los Sagrados Corazones y terminó las Humanidades en el Instituto Nacional de Santiago.
Heredó valiosas pertenencias agrícolas en la zona central de Chile, específicamente la provincia de Colchagua, donde supo compartir sus tareas agrícolas con la política.

## Matrimonio e hijos
Contrajo matrimonio con María Teresa Correa de Saa Ariztía y tuvieron tres hijos.

## Vida política
Miembro del Partido Liberal Democrático, fue elegido Diputado por San Fernando en dos períodos consecutivos (1912-1918). Integró en la Comisión permanente de Policía Interior en ambas ocasiones.
En 1920 ingresó a la Diplomacia encargado de la Cancillería de la Legación Chilena en Berlín. El 10 de octubre de 1921 fue promovido a Cónsul en la ciudad de Bremen. En 1923 estuvo como Cónsul general en Hamburgo, de carácter suplente.